# Саміт НАТО у Страсбурзі і Кельні
Сам́іт НА́ТО у Страсбу́рзі і Ке́льні 2009 ро́ку або 21-й са́міт НА́ТО — міжнародний саміт голів та урядів держав-членів Північноатлантичного договору, проходив 3—4 квітня 2009 року у Кельні та Страсбурзі.
Саміт був скликаний з нагоди 60-ї річниці створення організації. Це був перший саміт НАТО для Албанії і Хорватії, які стали учасниками НАТО за два дні до саміту. Також у саміті вперше взяли участь представники нової адміністрації президента США Барака Обами.
Під час саміту було оголошено про офіційне повернення Франції до військових структур організації, обрано Андерса Фог Расмуссена на посаду Генерального секретаря НАТО, запропоновано істотно збільшити присутність військ НАТО у Афганістані і заявлено про початок роботи над новою стратегічною концепцією НАТО.

## Порядок денний
Найважливішими завданнями саміту були:
- оцінка операції НАТО в Афганістані (місія ISAF) і результатів нової стратегії, запропонованої новою адміністрацією США;
- обговорення довгострокових стосунків з Росією;
- активна участь Франції у справах Союзу і її вплив у стосунках між НАТО і ЄС;
- початок роботи над новою стратегічною концепцією НАТО.

## Перебіг саміту

### Учасники

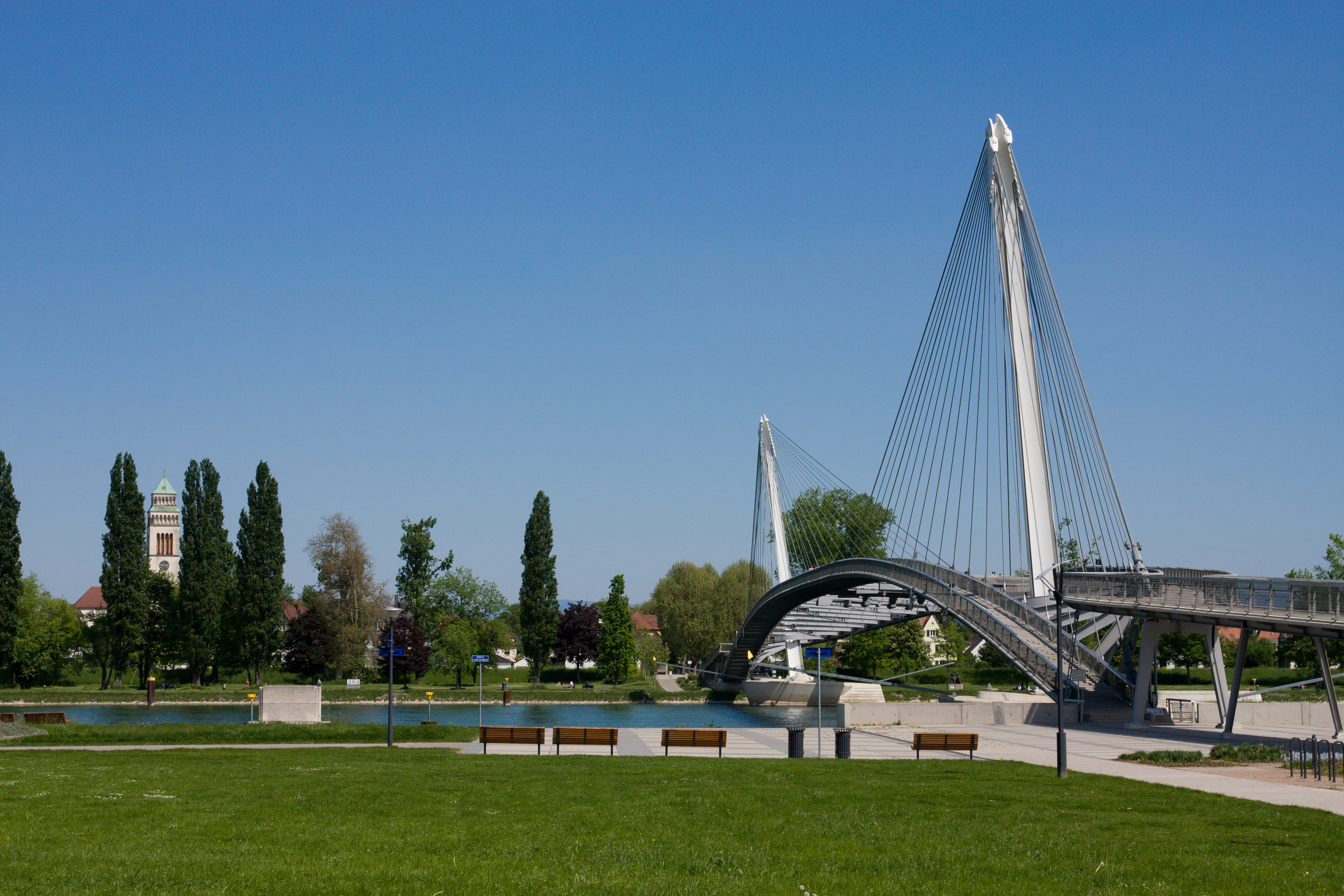
Піший міст «Двох берегів» на Рейні, місце спільного фото голів делегацій та символ об'єднаної Європи

Саміт приймали президент Франції Ніколя Саркозі і канцлер ФРН Ангела Меркель. Формальною зустріччю керував генеральний секретар НАТО Яап де Хооп Схеффер.

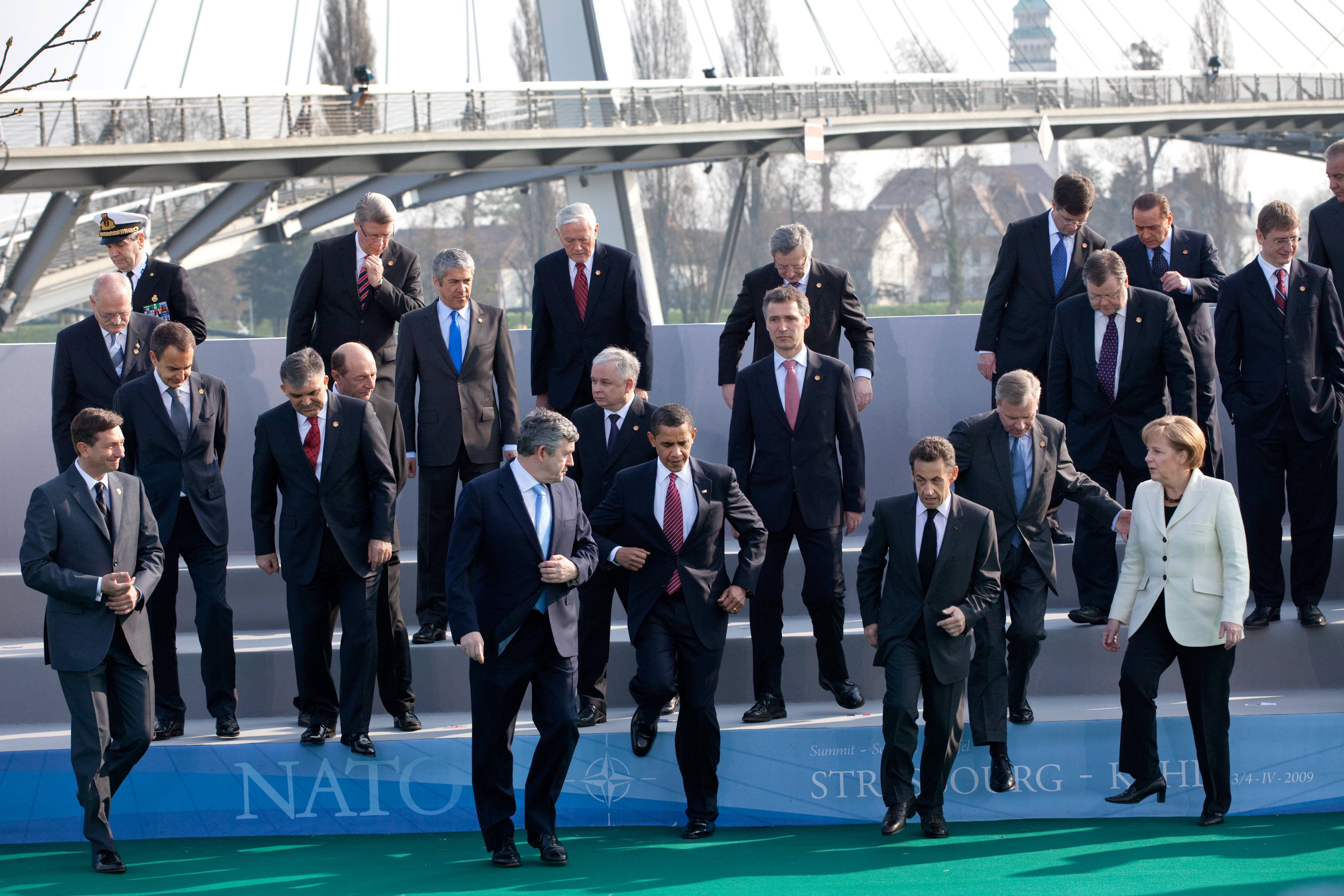
Голови делегацій покидають платформу після спільного фото, 4 квітня 2009 року

У 21-му саміті НАТО брало участь 28 державних делегацій, включаючи делегації двох нових держав-членів:
| - Албанія — президент Бамір Топі, прем'єр-міністр Салі Беріша - Бельгія — прем'єр-міністр Герман ван Ромпей - Болгарія — президент Георгій Пирванов - Велика Британія — прем'єр-міністр Ґордон Браун - Греція — прем'єр-міністр Костас Караманліс - Данія — прем'єр-міністр Андерс Фог Расмуссен - Італія — прем'єр-міністр Сильвіо Берлусконі - Ісландія — міністр закордонних справ Ісландії Оссур Скарфедінссон - Іспанія — прем'єр-міністр Хосе Луїс Родрігес Сапатеро - Естонія — прем'єр-міністр Андрус Ансип - Канада — прем'єр-міністр Стівен Гарпер - Латвія — президент Валдіс Затлерс - Литва — президент Валдас Адамкус - Люксембург — прем'єр-міністр Жан-Клод Юнкер | - Нідерланди — прем'єр-міністр Ян Петер Балкененде - Німеччина — канцлер Ангела Меркель - Норвегія — прем'єр-міністр Єнс Столтенберг - Польща — президент Лех Качінський - Португалія — прем'єр-міністр Жозе Сократеш - Румунія — президент Траян Бесеску - Словаччина — президент Іван Гашпарович - Словенія — прем'єр-міністр Борут Пахор - США — президент Барак Обама - Туреччина — президент Абдулла Гюль - Угорщина — прем'єр-міністр Ференц Дюрчань - Франція — президент Ніколя Саркозі - Хорватія — президент Степан Месич, прем'єр-міністр Іво Санадер - Чехія — президент Вацлав Клаус, прем'єр-міністр Мірек Тополанек |

### 3 квітня
- 18:00 — початок саміту, церемонія зустрічі делегацій.
- 20:15—23:30 — робоча вечеря у Баден-Бадені, Німеччина.

### 4 квітня
- 09:15 — перехід «Моста Двох берегів» державними делегаціями, спільне фото голів делегацій.
- 10:00 — засідання Північноатлантичної ради у Пале-де-конгрес-де-Страсбур (фр. Palais des congrès de Strasbourg) у Страсбурзі.
- 15:20 — прес-конференція генерального секретаря НАТО Яапа де Хооп Схеффера про підсумки саміту.

## Підсумки саміту

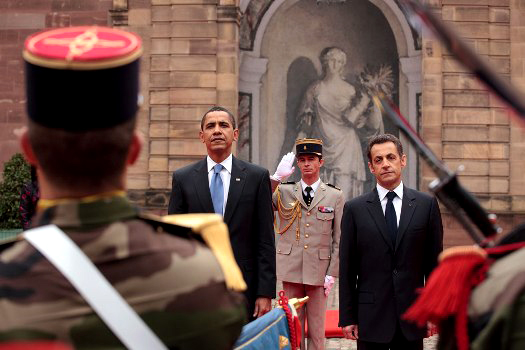
Президент США Барак Обама з президентом Франції Ніколя Саркозі, 3 квітня 2009 року

Держави-члени НАТО під час саміту прийняли кілька важливих документів: «Декларацію саміту НАТО у Страсбурзі/Кельні», «Декларацію щодо безпеки Альянсу» та Декларацію саміту щодо Афганістану.

### Декларація саміту НАТО в Страсбурзі/Кельні[14]
4 квітня 2009 року Північноатлантична рада прийняла Декларацію саміту в Страсбурзі і Кельні, яка підтверджувала головні постанови, зроблені під час його роботи:
- члени НАТО привітали нових членів: Албанію і Хорватію[16][17];
- Альянс висловив задоволення з приводу рішення французької влади брати активну участь у військових структурах організації.

#### Місії НАТО
- задекларовано, що безпека Альянсу пов'язана з безпекою і стабільністю в Афганістані, повторно підтверджено, що місія ISAF є пріоритетом у подальших діях НАТО;
- оголошено про продовження місії KFOR у Косово, оцінено початок місії ЄС в Косово — EULEX;
- задекларовано продовження підготовчої місії НАТО в Іраку (NTM-I);
- вирішено розпочати операцію «Allied Protector», мета якого проведення морських операцій біля узбережжя Сомалійського півострова для подолання піратства[18];
- оголошено про продовження підтримки Африканського Союзу у її місії побудови миру на континенті та створенні Африканських Сил Реагування (англ. African Standby Force);
- оголошено про продовження операції «Активні зусилля» на Середземному морі.

#### Розширення НАТОі відносини з сусідськими державами
- підтверджено готовність запрошення Македонії до членства в Альянсі після закінчення суперечки про назву держави з Грецією;
- члени НАТО схвалили зусилля та прогрес Боснії та Герцеговини і Чорногорії, здійснені з метою інтеграції з Альянсом у рамках Інтенсивного діалогу та ІППН, і також зусилля Сербії в рамках ІППН;
- Альянс закликав Боснію та Герцеговину і Сербію до співпраці у МТКЮ;
- заохочено Україну і Грузію до продовження реформ, пов'язаних з прагненнями обох держав до вступу в НАТО; Альянс схвалив цей процес;
- повторно підтверджено підтримку НАТО у територіальній цілісності та суверенності Грузії у її міжнародно визнаних кордонах; члени НАТО закликали до забезпечення цілковитого доступу спостерігачам ООН, ЄС і ОБСЄ на територію Грузії, включно з територіями Абхазії та Південної Осетії;
- наголошено на значущості Середземноморського діалогу, підтверджено, що покій і стабільність у середземноморському регіоні є необхідним фактором для євроатлантичної безпеки. Закликано до повернення конституційної влади в Мавританії, як умови відновлення певної участі цієї країни в Середземноморському діалозі;
- оцінено значний прогрес співпраці з державами Перської затоки, здійснений у рамках Стамбульської ініціативи співпраці;
- висловлено занепокоєння щодо регіональних конфліктів на Південному Кавказі та у Молдові; Альянс висловив підтримку територіальної цілісності та суверенності Вірменії, Азербайджану, Грузії та Молдови.

#### Відносини з Росією
- члени НАТО визнали партнерство з Росією як стратегічний елемент у розвитку безпеки євроатлантичного регіону;
- закликали Росію до виведення солдатів з Південної Осетії й Абхазії, зокрема до виконання заяв, що мали місце у серпні та вересні 2008 року в рамках перемир'я, встановленого за посередництва ЄС; висловили занепокоєння щодо визнання Росією незалежності цих двох регіонів та порекомендували анулювати це рішення;
- наголосили про існування спільних інтересів з Росією і схвалили рішення щодо відновлення співпраці (припиненої під час російсько-грузинської війни) в межах Ради НАТО-Росія.

#### Питання безпеки
- прийнято рішення надалі докладати зусиль у вирішенні питань безпеки енергетичної галузі, проводити за сприянням Альянсу консультації з енергетичної безпеки. Питання стабільного та надійного постачання енергетичних ресурсів, диверсифікація їх шляхів, постачальників та енергетичних джерел, та об'єднання енергосистем, залишається критично важливим;
- зобов'язано держав-членів до зміцнення комунікацій та інформаційних систем НАТО від атак з кіберпростору, за допомогою утвореного Об'єднаного центру передових технологій з кібероборони НАТО (англ. NATO Cyber Defence Management Authority).
- підтверджено постанови щодо протиракетної оборони Альянсу, прийняті на саміті в Бухаресті. Розповсюдження балістичних ракет є ростучою загрозою для військ, територій та населення Альянсу.

### Декларація саміту щодо Афганістану[19]
На саміті держави НАТО прийняли Декларацію саміту щодо Афганістану, у якій:
- підтверджено 4 головні принципи присутності НАТО в Афганістані, узгоджені на Бухарестському саміті: довгострокової участі, афганського лідерства, широкомасштабного комплексного і регіонального підходу;
- створено тренувальну місію НАТО в Афганістані — NTM-A (англ. NATO Training Mission - Afghanistan). Ця місія надаватиме подальшу підтримку створенню спроможних і самодостатніх Національних сил безпеки Афганістану. Вона займатиметься наставництвом на високому рівні в Афганській національній армії (ANA) та розширить допомогу в створенні Афганської національної поліції (ANP)[21][22];
- вирішено збільшити війська ISAF в Афганістані з метою забезпечення проведення президентських виборів у серпні 2009 року[23];
- вирішено збільшити витрати ресурсів у Фонд допомоги Національної армії Афганістану;
- задекларовано подальшу підтримку і співпрацю з афганським урядом у його зусиллях покращити військовий та цивільний стан життя в країні;
- задекларовано схвалення НАТО співпраці між Афганістаном і Пакистаном, а також дедалі ширші відносини між НАТО та Пакистаном.

### Декларація щодо безпеки Альянсу[24]
У Страсбурзі глави 28 держав прийняли «Декларацію безпеки Альянсу», у якій підтверджено основні цінності, принципи і цілі Альянсу, а також:
- стаття 5 Вашингтонського договору та колективна оборона, заснована на цілісності союзницької безпеки, є, і надалі залишатиметься, стрижнем Альянсу[24];
- розширення НАТО є свідченням історичного успіху у наближенні до нового бачення Європи цілісної та вільної; задекларовано, що «двері НАТО залишаються відкритими для усіх європейських демократій, які поділяють цінності Альянсу і які бажають та є спроможними взяти на себе зобов'язання та відповідальність членства та включення яких зміцнюватиме спільну безпеку та стабільність»[24];
- безпека Альянсу все більш пов'язана з безпекою в інших регіонах;
- члени НАТО будуть покращувати свою здатність протистояти безпековим викликам, які загрожують території, цілісності та мешканцям Альянсу. Союзники повинні поділяти ризики та відповідальності відповідним чином: всі повинні зробити свої спроможності більш гнучкими та здатними до розміщення, аби це надало нам змогу реагувати швидко і ефективно, де б це не було потрібним з появою нових криз; також повинні здійснити реформи структур НАТО з метою створення більш ефективної як з точки зору побудови, так і використання коштів організації;
- посилення співробітництва з іншими міжнародними організаціями, зокрема ООН, ЄС, ОБСЄ та Африканським союзом для більш ефективного поєднання військових та цивільних можливостей для реагування на безпекові виклики;
- НАТО визнає важливість побудови сильнішої та більш міцної європейської оборони та вітає зусилля Європейського Союзу у посиленні своїх можливостей та спроможностей з метою подолання спільних безпекових викликів. Союзники, які не є державами-членами ЄС, роблять значний внесок у ті зусилля, найширше залучення до яких є важливим, відповідно до домовленостей. Альянс готовий забезпечувати дієве стратегічне партнерство у межах діалогу НАТО-ЄС;
- члени Альянсу готові розвивати відносини з іншими партнерами як і по-сусідству, так і за його межами, задля об'єднаної безпеки; визнано також, що партнери НАТО відіграють провідну роль у спроможності організації втілювати в життя спільноти зі спільними цінностями та відповідальністю; члени НАТО цінують ту підтримку, яку багато з партнерів надають операціям та місіям Альянсу;
- сильне, об'єднане партнерство між НАТО і Росією, що базується на повазі до усіх принципів Основоположного Акту НАТО-Росія від 1997 року та Римської Декларації від 2002 року, якнайкраще слугує на користь безпеці на євроатлантичному просторі[24];
- члени НАТО налаштовані на оновлення Альянсу з метою якнайкращого реагування на загрози сьогодення та в очікуванні ризиків майбутнього; члени організації ставлять завдання Генеральному секретарю зібрати та очолити широке коло кваліфікованих експертів, які шляхом тісних консультацій з усіма Союзниками закладуть підґрунтя для розробки Генеральним секретарем нової Стратегічної концепції та направлення пропозицій щодо її імплементації на затвердження під час нашого наступного саміту; також Генеральний секретар залучатиме до цього процесу Раду у постійному складі[24].

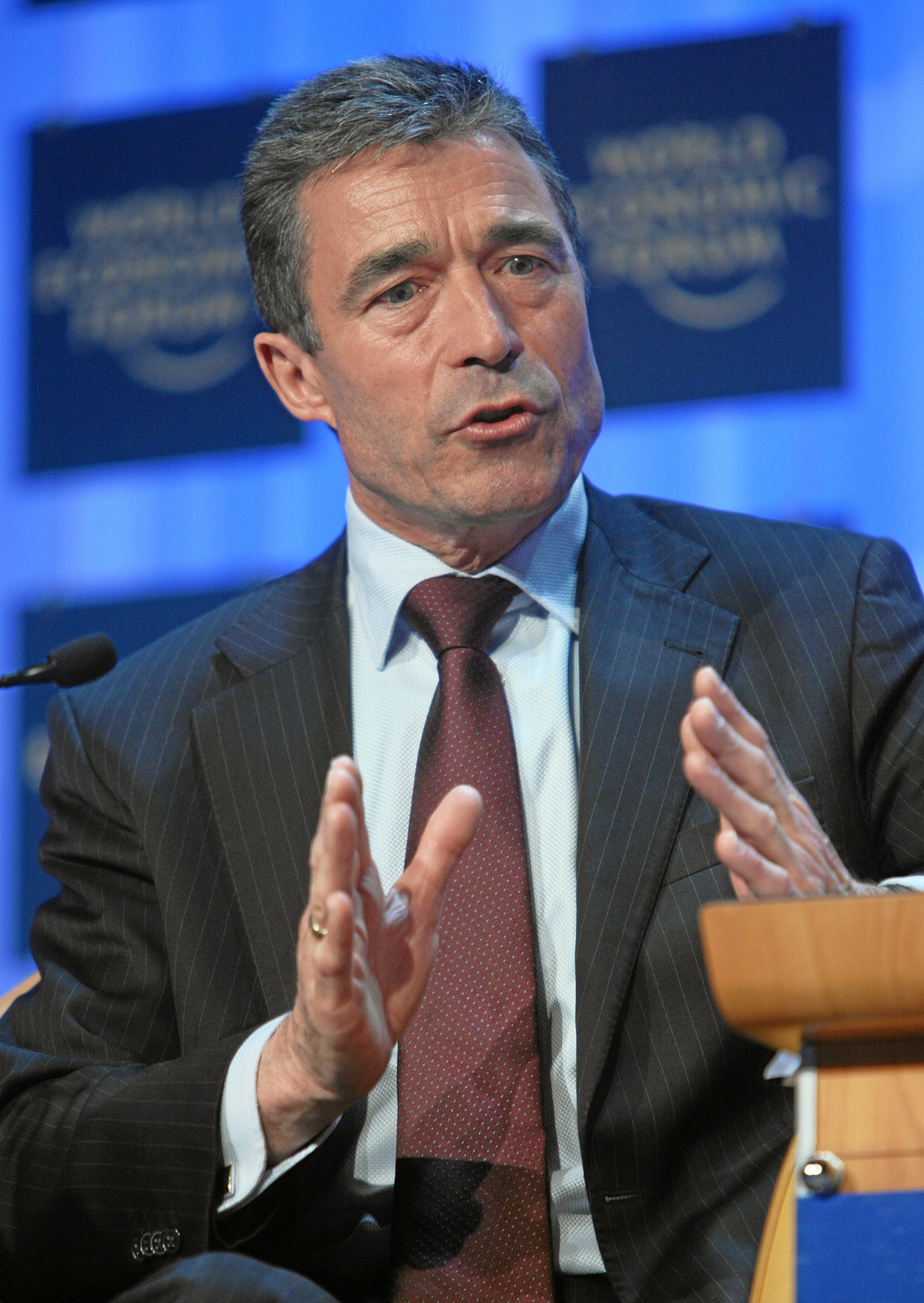
Андерс Фог Расмуссен, новий Генеральний секретар НАТО, обраний під час саміту в Страсбурзі

### Обрання нового Генерального секретаря НАТО
На саміті у Страсбурзі і Кельні 28 глав держав і урядів країн НАТО одностайно погодились призначити прем'єр-міністра Данії Андерса Фог Расмуссена наступним Генеральним секретарем НАТО.
Пан Фог Расмуссен офіційно заступив на посаду 1 серпня 2009 року, коли термін перебування на посаді Генерального секретаря Яапа де Хооп Схеффера добіг кінця після п'яти з половиною років його перебування у керма Альянсу.

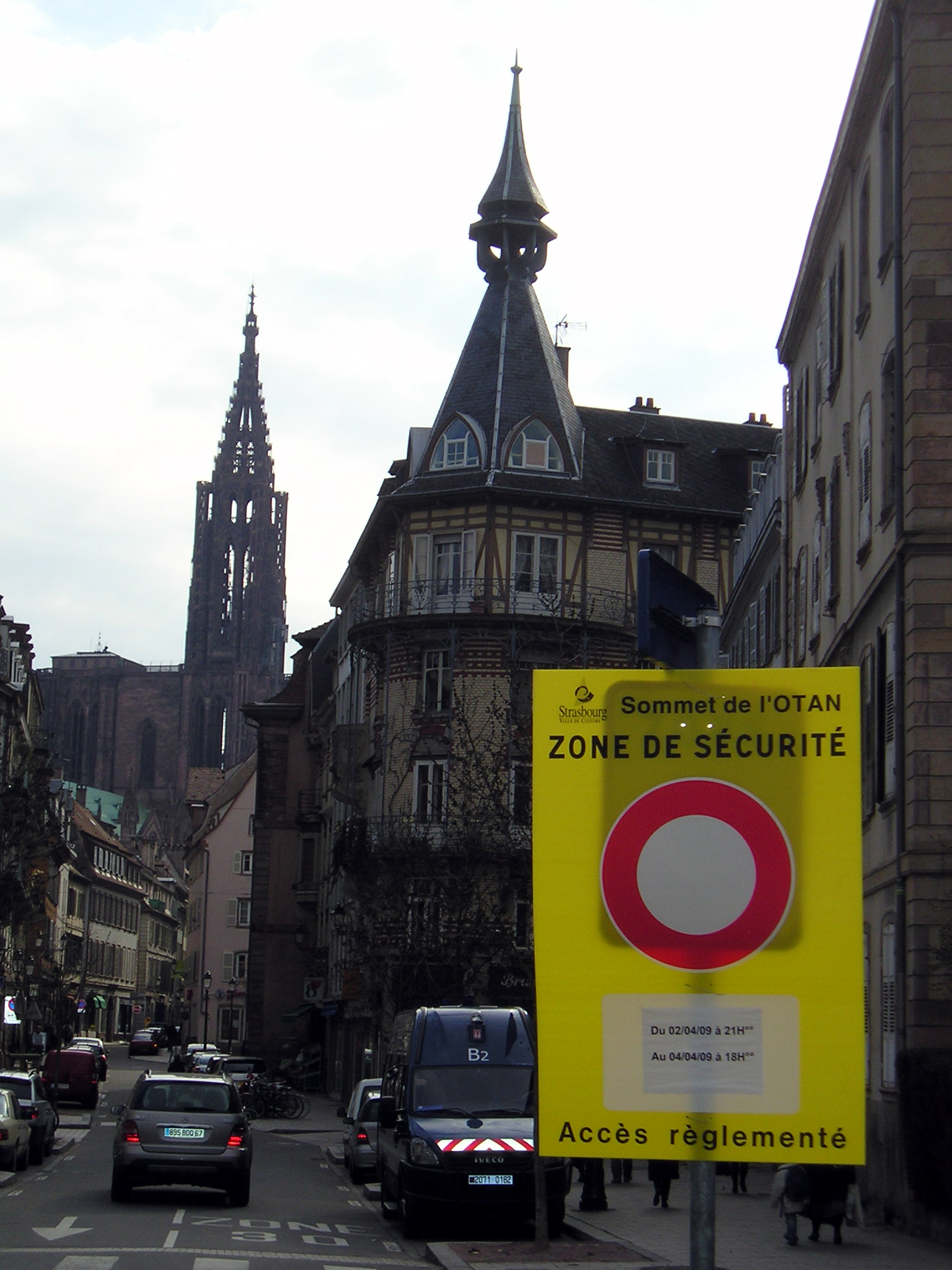
Заходи безпеки у Страсбурзі

## Заходи безпеки та протести

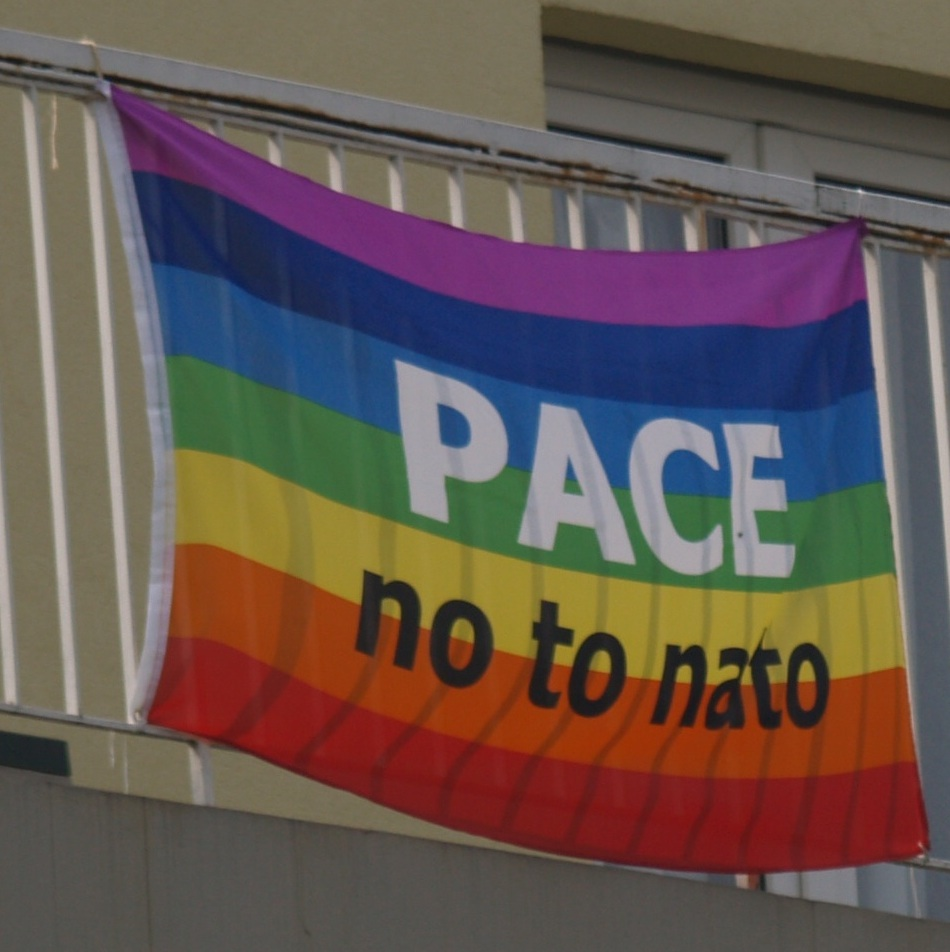
Пацифістичний прапор проти НАТО у Страсбурзі

З метою забезпечення відповідного рівня безпеки, місця, де відбувався саміт, охороняли 15 тисяч солдатів та поліціянтів, як в Німеччині, так і у Франції. Також Франція та Німеччина під час саміту припинили умови Шенгенської угоди та відновили прикордонний контроль на своїх ділянках кордону. На Рейні був призупинений річковий транспорт, а над містами, де проводився саміт був закритий повітряний простір.
У Страсбурзі призупинили навчання дітей у школах, впровадили заборону на паркування автомобілів та ввели ряд інших заходів безпеки.

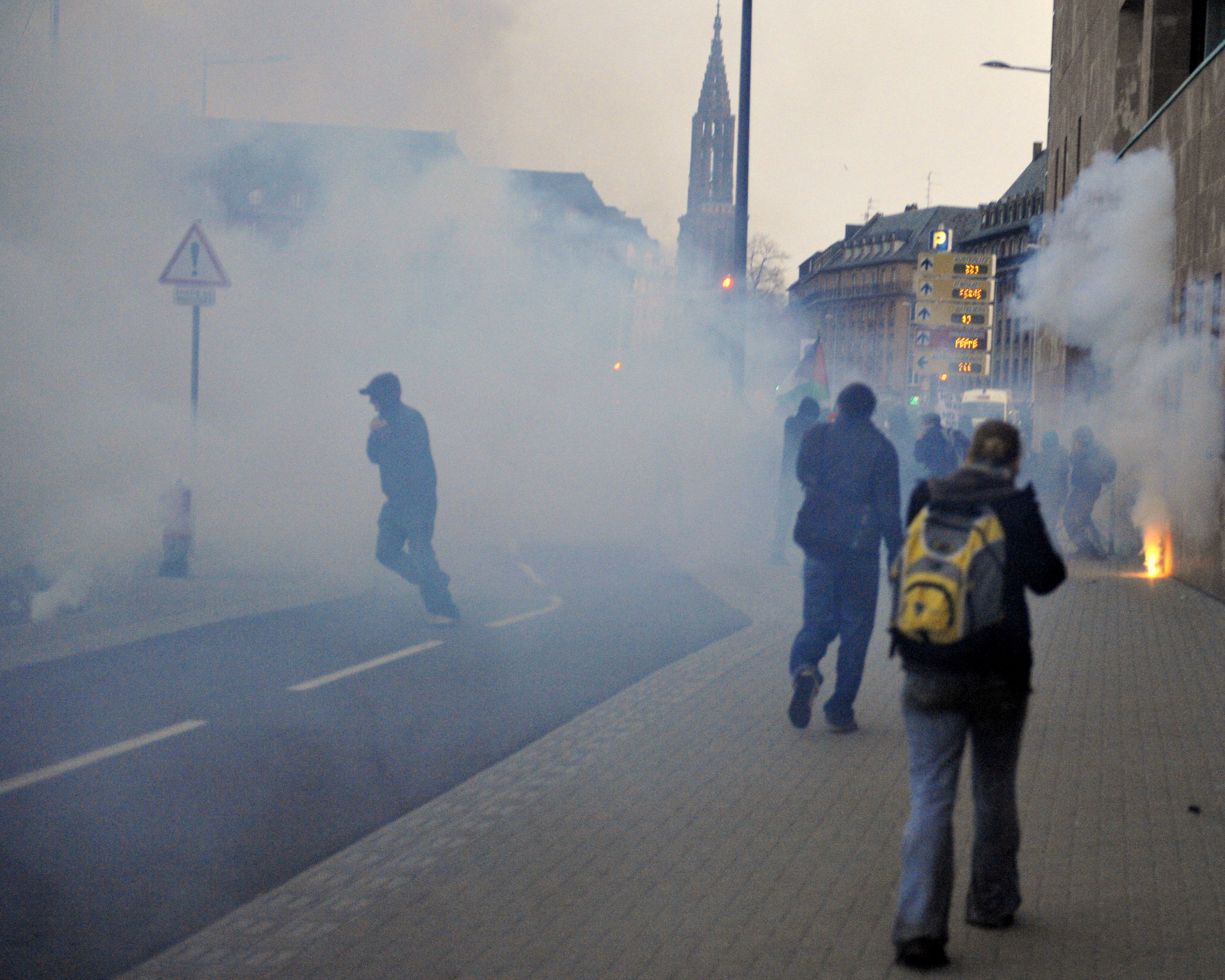
Сутички з поліцією у Страсбурзі, 4 квітня 2009 року

Проти проведення саміту НАТО і проти організації зокрема, протестували декілька пацифістських та антиглобальних організацій. Перші демонстрації, які згодом переросли у сутички з поліцією, відбулися 2 квітня 2009 року у Страсбурзі, за день до початку саміту. Протестувальники розбивали палицями поліцейські блоки та палили шини на дорогах. У сутичках брали участь кількасот демонстрантів, обличчя яких були закриті масками. У свою чергу, поліція застосувала проти них сльозоточивий газ, щоб не допустити мітингувальників до центру міста.
Протести та сутички з поліцією продовжились протягом наступного дня, 3 квітня. Найбільші демонстрації пройшли 4 квітня, на другий день саміту. Відбувся також великий марш проти НАТО, демонстранти пройшли маршем через «Міст двох берегів» на Рейні. Дійшло до найкривавіших сутичок з поліцією. Протестувальники підпалили кілька будинків у Страсбурзі, включно з готелем «Ibis» та колишній пост прикордонної служби. Внаслідок сутичок було поранено кільканадцять осіб.